# Dórok
A dórok (görögül: Δωριεῖς, Dōrieîs, egyes számban Δωριεύς, Dōrieús) a klasszikus Görögországban a hellének (vagyis a görögök) négy fő etnikai csoportjának egyike voltak (az aiolok, akhájok és iónok mellett). Szinte mindig egyszerűen "dóroknak" nevezik őket, ahogy már a legkorábbi irodalmi említésükben, az Odüsszeiában is, ahol Kréta szigetén találhatók meg.
Életmódjuk és társadalmi szervezetük sokféle volt, az olyan népes kereskedelmi központoktól, mint a városállam Korinthosz, amely művészetéről és építészetéről volt ismert, egészen a spártai elszigetelt katonai államig. Ennek ellenére minden hellén tudta, mely területek számítanak dórnak, és melyek nem. A háborúban lévő dór államok gyakrabban, bár nem mindig, számíthattak más dór államok segítségére. A dórokat a dór görög dialektus, valamint jellegzetes társadalmi és történeti hagyományaik különböztették meg.
Az i. e. 5. században a dórok és az iónok voltak a két legfontosabb politikai jelentőségű görög etnosz, amelyek végső összecsapása a peloponnészoszi háborúhoz vezetett. Vitatható, hogy az 5. századi hellének mennyire azonosultak "ión" vagy "dór" identitásukkal. Az egyik véglet szerint Édouard Will arra a következtetésre jutott, hogy az 5. századi görög kultúrában nem volt valódi etnikai összetevő, annak ellenére, hogy az athéni propaganda antidorikus elemeket tartalmazott. A másik véglet szerint John Alty azzal értelmezte újra a forrásokat, hogy az etnikai hovatartozás igenis motiválta az 5. századi cselekvéseket. A modern történészek, akik az 5. és 4. századi irodalmi hagyományon keresztül vizsgálták ezeket az etnikai azonosításokat, saját társadalmi-politikai nézeteik által is mélyen befolyásoltak voltak. E. N. Tigerstedt szerint a 19. századi európaiak, akik a "dór" erényeket csodálták, önmagukat "lakonofilnek" nevezték, és koruk kultúrájában is hasonló erényeket véltek felfedezni; ezen elfogultságuk hozzájárult a "dórok" hagyományos modern értelmezéséhez is.

## Származás
A dórok eredetéről szóló beszámolók eltérőek. Egy elmélet szerint, amelyet az ókorban széles körben elfogadtak, a dórok Görögország hegyvidéki régióiból, például Makedóniából és Épeiroszból származtak, és ismeretlen körülmények között dél felé vonultak a Peloponnészoszra és bizonyos égei-tengeri szigetekre.

### A peloponnészoszi nyelvjárás lecserélése
A dórok eredete összetett fogalom. A modern tudományban a kifejezés gyakran arra a területre utal, ahonnan a dorikus görög nyelvjárás elterjedt a feltételezett protogörög nyelvet beszélő népesség körében. A nyelvjárást a klasszikus Északnyugat-Görögország, a Peloponnészosz, Kréta és néhány sziget feljegyzései alapján ismerjük. Az Iliász, a nyugat legkorábbi ismert irodalmi művének földrajzi és etnikai információi, valamint a korábbi mükénéi államok közigazgatási feljegyzései bizonyítják, hogy az ióniai keleti görög nyelvet beszélők egykor dominánsak voltak a Peloponnészoszon, de ott visszaszorultak, és hivatalos körökben a nyugati görög (dorikus) beszélők váltották fel őket. Egy történelmi eseményt is társítanak ehhez a változáshoz, amelyet az ókorban a Hérakleidák visszatérése, a modern kutatásokban pedig a dórok inváziója néven említenek.
Ez az elmélet feltételezi, hogy a nyugati görög nyelvet beszélők Északnyugat-Görögországban éltek, de elfoglalták a Peloponnészoszt, és ott a keleti görög nyelvet a saját nyelvjárásukra cserélték. A bronzkorból nem maradtak fenn más feljegyzések, mint a mükénéi korszakból származók, ezért a nyugati görög jelenléte ebben az időben nem bizonyítható. A klasszikus korban a nyugati görögök Északnyugat-Görögországban éltek, és nincs bizonyíték arra, hogy elvándoroltak volna. Ez közvetett bizonyítékot nyújt arra, hogy a dorikus nyelvjárás Északnyugat-Görögország hegyvidéki és viszonylag elszigetelt régióiban terjedt el.

### A dórok inváziója
A dórok inváziója modern történelmi fogalom, amely magyarázatot próbál adni:
- a déli Görögországban az előklasszikus időkben bekövetkezett nyelvjárás- és hagyományváltásra,
- általánosságban a dórok klasszikus Görögországban való eloszlására,
- és arra, hogy a dórok hogyan jelentek meg Görögországban.

Összességében egyik célkitűzést sem sikerült teljesen bizonyítani, de a kutatások kizártak számos spekulatív elméletet. A legtöbb tudós kételkedik abban, hogy a dórok inváziója volt a mükénéi civilizáció összeomlásának fő oka. A nyugati görög beszélők Peloponnészoszon való megjelenésének eredete továbbra sem támasztható alá megbízható bizonyítékokkal.

### A dórok vándorlás utáni eloszlása
A dórok többsége a Peloponnészoszon telepedett le, de Rodoszra, Szicíliára és a mai Dél-Olaszország területére is eljutottak. Kis-Ázsiában létezett a dór hexapolisz (a hat nagy dór város): Halikarnasszosz  és Knidosz Kis-Ázsiában, valamint Kosz, Lindosz, Kameirosz és Ialysszosz Rodosz szigetén. A hat város később riválisává vált a kis-ázsiai ión városoknak. A dórok Krétán is megtelepedtek. Az eredetmítoszok egészen a klasszikus korig fennmaradtak: Thuküdidész például részben úgy tekintett a peloponnészoszi háborúra, mint "iónok és dórok harcára", és megemlítette a hagyományt, miszerint a szicíliai szürakuszaiak dórok leszármazottai. Más ilyen "dór" kolóniák, eredetileg Korinthoszból, Megarából és a dór szigetekről származva, Szicília déli partvidékét szórták tele Szürakuszaitól Szelinuszig. Tarasz (Tarentum) szintén egy spártai kolónia volt.

## Identitás

### Etnoníma

#### Dór név a bronzkori Püloszból
Egy férfinév, Dōrieus, előfordul a Püloszban talált Lineáris B táblákon, egy olyan régióban, amelyet később a dórok elfoglaltak és alárendeltek. A Püloszi Fn867 számú tábla datívusz esetben, mint do-ri-je-we, Dōriēwei említi, ami egy mássalhangzó-tövű főnév w-ra végződő szótövvel. Egy feltételezett alanyesetű többes szám (Dōriēwes) w elvesztésével és összevonódással Dōrieis lett volna. A tábla gabonaadagot rögzít a „vallási méltóságok” szolgáinak, akik a Potnia anyaistennő vallási ünnepét ünnepelték.
Az alanyesetű egyes szám, Dōrieus, változatlan maradt a klasszikus korban. A Lineáris B nevek közül sokat alakítottak ki származási területük vagy azon helyek alapján, ahol mükénéi fennhatóság alá kerültek. Carl Darling Buck szerint az -eus képző rendkívül produktív volt, például helynévből személynevet alkotott, mint Megareus („megarai”) Megarából. Egy Dōrieus Doriszból származott volna, amely az egyetlen klasszikus görög állam, amely a dórok nevének alapjául szolgált. Ez egy kis állam volt Görögország nyugat-középső hegyvidéki részén. Azonban a klasszikus Dorisz talán nem volt azonos a mükénéi Doris-szal.

#### Dórok a hegyvidéki Doriszban
Számos hiteles etimológiát javasoltak neves tudósok. Julius Pokorny a Δωριεύς, Dōrieus szót a δωρίς, dōris („erdős vidék” vagy „hegyvidék”) szóból származtatja. A dōri- szegmens az indoeurópai *deru-, „fa” szó o-fokából ered, amely például a homéroszi Δούρειος Ἵππος („Fa ló”) kifejezésben is megjelenik. Ez a származtatás az embereket erdős, hegyvidéki hazájukról nevezi el.
Egy másik népszerű magyarázat Émile Boisacq francia nyelvésztől származik, aki ugyanabból az alapból, de a görög δόρυ (doru) („lándzianyél”) szóból származtatja; azaz „a lándzsás emberek” vagy „lándzsások.” Ez esetben az ország az emberekről kapta volna nevét, hasonlóan például Szászországhoz (a szászokról). R. S. P. Beekes azonban megkérdőjelezte ennek az etimológiának az érvényességét, és úgy vélte, hogy nincs jó magyarázat.

#### Kiválasztott görögök
Néha az indoeurópai szavak különböző származtatásai hasonló hangzású indoeurópai gyökökre épülnek. A görög doru („lándzsa”) az *deru („szilárd”) o-fokából ered, míg a görög δῶρον (dōron, „ajándék”) az *dō- („ad”) bővített formája. Jonathan Hall a Hérakleidák visszatérésének mítoszából kiindulva azt javasolja, hogy a dórok „az ajándék népe” lettek, miután elfoglalták Lakóniát, és Doriszt azután nevezték el róluk.

### Társadalmi szerkezet
A dór társadalmat közösségi jelleg és a nemek elkülönítése jellemezte. A szabad férfiak élete katonai hadjáratok köré szerveződött. Otthon tartózkodva katonai képzéssel töltötték idejüket, egészen 30 éves korukig, házassági állapotuktól függetlenül.
A dór nők nagyobb szabadsággal és gazdasági hatalommal rendelkeztek, mint más görög etnikumok asszonyai. Tulajdont birtokolhattak, férjük birtokát irányíthatták, és sok háztartási feladatot rabszolgákra bízhattak. Az ókori Spárta női valószínűleg a férfiak hosszú távollétei miatt rendelkeztek a legnagyobb szabadsággal és gazdasági hatalommal.

### Nyelvi különbségek
A dór nyelvjárást Északnyugat-Görögországban, a Peloponnészoszon, Krétán, Délnyugat-Ázsia Kisebb részén, valamint Magna Graecia dórok által alapított kolóniáiban beszélték. A klasszikus korszak után az attikai nyelvjárás váltotta fel, amelyre a hellenisztikus kor közös nyelve, a koiné is épült.

### Kulturális különbségek
A dórok megőrizték saját naptárukat, amely körforgása különleges ünnepek, például a Hyacinthia és a Carneia köré szerveződött. Hozzájuk kötötték a zenei dór móduszt, amelyet a klasszikus írók harcias jellemvonásokkal hoztak összefüggésbe.
Az építészetben a dór oszloprend egyszerűségéről és szilárdságáról volt híres. Vallásukban Heliosz, a napisten kultuszának központi szerepe kiemelkedő volt.

## Ókori tradíciók
A görög történetírásban a dórokat számos szerző említi. A klasszikus kor legfontosabb szerzői, akik származásukat tárgyalják, Hérodotosz, Thuküdidész és Pauszaniasz. A legtöbb részlet azonban a hellenisztikus és római korban élt szerzők műveiben található, jóval az események után. Ez a látszólagos paradoxon nem feltétlenül vonja kétségbe a későbbi írók hitelességét, akik olyan korábbi munkákra támaszkodtak, amelyek nem maradtak fenn. A spártai állam szokásait és kiemelkedő alakjait nagy részletességgel tárgyalják olyan szerzők, mint Plutarkhosz és Diodórosz Szikulosz.

### Homérosz
Az Odüsszeiában egyszer esik említés a dórokról:
Van egy sziget, amelynek neve Kréta, a bor színű tenger közepén; szép, gazdag föld, vizek ölelik körül, és ott sok ember lakik, megszámlálhatatlanul, kilencven város. Nem mind beszélik ugyanazt a nyelvet, de különféle nyelveken szólnak. Ott élnek akhájok, nagy lelkű őslakos krétaiak, ott a küdónok, hullámzó tollú dórok és derék pelaszgok.
Ez az utalás nem egyezik meg azzal az elmélettel, hogy a dórok csak a mükénéi államok bukása után érkeztek Krétára. Az Odüsszeiában Odüsszeusz és rokonai meglátogatják ezeket az államokat. Két megoldás lehetséges: vagy az Odüsszeia anakronisztikus, vagy a dórok már a mükénéi időkben jelen voltak Krétán. A dórok inváziójának bizonytalan jellege miatt egyértelmű válasz nem adható, amíg több információ nem áll rendelkezésre.
Ezenkívül a hajók katalógusában megemlítik a messzéniai Dórium városát. Ha a neve a dóroktól származik, az azt jelentené, hogy ebben az időben is voltak dór települések Messzéniában.

### Türtaiosz
Türtaiosz, egy spártai költő, a lakedaimóniak tanácsadója lett a Kr. e. 7. század közepén, amikor a messzéniaiak lázadásának leverésére háborút vívtak. A lázadók az „két nemzedékkel korábban” leigázott akhájok maradványai voltak, ami arra utal, hogy a spártaiak uralomra jutása inkább a sötét kor végére tehető, mintsem a mükénéi civilizáció bukása utáni időszakra. A messzéniai lakosságot jobbágyságba taszították.

Türtaiosz öt könyvből álló harci verseiből csak néhány töredék maradt fenn. Az ő művében található az első említés a három dór törzsről: Pamfülik, Hüleiák, Dümánok. Ezt írja:
Mert maga Kronosz fia, Zeusz, a szépkoronás Hérának férje, adta ezt a várost Héraklész fiainak, akikkel eljöttünk a szeles Erineuszból Pelopsz széles szigetére.
Erineusz Dórisz egyik falva volt. Türtaiosz segített a spártai alkotmány kialakításában, amely többek között hatalmat adott a királyoknak és véneknek, hogy feloszlassák a népgyűlést. Kidolgozott egy szigorú katonai kiképzési programot a fiatalok számára, amely tartalmazta az általa írt dalokat és verseket, például a „Embateria” vagy „Csatakiáltás Dalai” című műveket, amelyeket „Enoplia” vagy „Fegyverek Alatti Dalok” néven is ismertek. Ezeket a ritmikus dalokat használták a fegyveres kiképzések standard gyakorlatai során az időzítés meghatározására. Türtaiosz hangsúlyozta a hazafiságot:
Mert szép dolog, ha egy derék ember az élen harcolva esik el és hal meg hazájáért... harcoljunk elszántan ezért a földért, és haljunk meg gyermekeinkért, soha ne kíméljük életünket.

### Hérodotosz
Kr. e. 5. századi hoplita, vagyis „nehézfegyverzetű katona”, aki talán a dór származású spártai király, Leónidasz volt, és aki a thermopülai csatában hősi halált halt, miközben védte a szorost.
Hérodotosz Halikarnasszoszból származott, amely egy dór kolónia volt Kis-Ázsia délnyugati partján. A kor irodalmi hagyományainak megfelelően jón görög nyelven írt, és az utolsók egyike volt, akik ezt tették. Leírta a perzsa háborúkat, rövid áttekintést nyújtva a szembenálló felek, a görögök és a perzsák történelméről.

#### A Peloponnészosz
Spárta a legdélibb öböl völgyében helyezkedett el.
Hérodotosz általános áttekintést nyújt az úgynevezett „dór invázió” eseményeiről, amelyek népességátcsoportosításként jelennek meg. Eredeti otthonukat Thesszáliában, Közép-Görögországban határozza meg. A mítoszokat is kibővíti, földrajzi részleteket adva hozzá:
1.56.2–3 „Vizsgálódása során megállapította, hogy a lakedaimóniak és az athéniak élveztek kiemelt helyet, az előbbiek a dór, az utóbbiak a jón nép tagjaiként. E két nép volt a legrangosabb az ókorban: a jónok pelazgiai, a dór nép hellén eredetű volt. Az egyik nép soha nem hagyta el hazáját, míg a másik sokat vándorolt. Deukalión uralkodása alatt ez a nép Phthiótiszban élt, Doros, Hellén fia idején pedig Ossa és Olümposz alatt, Hisztiótisz földjén, ahonnan a Kadmosz fiak kiűzték őket. Ezután Pindoszban telepedtek le, ahol makedónoknak hívták őket. Később Dryopiszból a Peloponnészoszra költöztek, és végül dór néven váltak ismertté.”
1.57.1–3 „Ami a pelazgok nyelvét illeti, nem tudom biztosan megmondani, hogy milyen volt. Ha azonban ítélnem kellene azok alapján, akik még ma is pelazgok leszármazottai, mint a Krestón városában élők, akik egykor a dór nép szomszédságában laktak Thesszaliotisznak nevezett földön, vagy a Hellészpontosz környékén élők, akik korábban athéni telepesek voltak, akkor arra következtetnék, hogy pelazgiai nyelvet beszéltek, amely barbár nyelv volt. Ha az egész pelazg nép ilyen volt, akkor az attikai nép is, amikor pelazgiból hellén lett, elveszítette régi nyelvét.”

1.58 „A hellén nép mindig ugyanazt a nyelvet használta, amióta kialakult, bár sok barbár népcsoport keveredett hozzá. A pelazg nép azonban, amíg barbár maradt, soha nem nőtt jelentős mértékben.”
Hérodotosz szerint a dór nép csak akkor vette fel Doros nevét, amikor a Peloponnészoszra érkezett. Nem magyarázza a mítosz ellentmondásait, például azt, hogyan kapta Doris a nevét a Peloponnészoszon kívül. Célja, ahogy az első könyv elején megjegyzi, csupán az volt, hogy továbbadja, amit hallott forrásaitól, ítélkezés nélkül. A mítosz szerint az akhájokat, akiket a Peloponnészoszról kiszorítottak, Athénban gyűjtötte össze Ion vezetésével, és így jónokként váltak ismertté.
Hérodotosz dór államok listája a következő: Északkelet-Görögországban Phthia, Hisztiaia és Makedónia. Közép-Görögországban Doris (az egykori Dryopis), délen pedig a Peloponnészoszon Lakedaimon, Korinthosz, Sziküón, Epidaurosz és Tróizén. Hermioné nem volt dór eredetű, de csatlakozott a dór népekhez. Tengeren túl ott voltak Rodosz, Kosz, Níszürosz szigetei és az anatóliai városok, Knidosz, Halikarnasszosz, Phaszelisz és Kalydna. Dórok Krétát is gyarmatosították, ahol például Lato, Drerosz és Olusz városait alapították. A kinüriaiak eredetileg jónok voltak, de argoszi uraik hatására dór lett belőlük.

### Thuküdidész
Thuküdidész kevés figyelmet szentel Görögországnak a trójai háború előtti időkből, csupán annyit említ, hogy tele volt barbárokkal, és nem volt különbség a barbárok és a görögök között. A hellének Phthiótisz földjéről származtak. Az egész ország a kalózkodásban élt és szenvedett tőle, valamint nem volt rendezett. A trójai háború után „Hellász még mindig a vándorlásokkal és telepítésekkel volt elfoglalva.”
A trójai háború után mintegy 60 évvel a boiótiaiakat a thesszáliaiak kiűzték Arnéból, és Boiótiába kényszerítették őket. 20 évvel később „a dórok és Hérakleidák uralmuk alá vonták a Peloponnészoszt.” Így alakultak ki a határok a dórok és az aiolok (itt boiótiaiak) között, a jónokkal (akik korábban a Peloponnészoszon éltek).
E néhány rövid megjegyzésen kívül Thuküdidész csak kevés dórt említ név szerint. Egyértelművé teszi azonban, hogy néhány dór állam az athéniakkal szövetkezett vagy kényszerült szövetkezni, míg néhány jón a lakedaimóniakkal tartott. A szövetségek indítékai nem mindig etnikai alapon nyugodtak, hanem sokféle okból adódtak. A dórok közé tartozott Lakedaimón, Korfu, Korinthosz és Epidamnosz, Leukádia, Ambrakia, Potidaia, Rodosz, Küthéra, Argosz, Szürakuszai, Gela, Akragasz (később Agrigentum), Akra, Kaszmenai.

Thuküdidész részletesen kifejti, hogy mi váltotta ki az etnikai háborút a görög államok egysége után, amely a thermopülai csata során jött létre. A csata előtt megalakult korinthoszi kongresszus „két részre szakadt.” Athén vezette az egyiket, míg Lakedaimón a másikat:
„Egy rövid ideig a szövetség összetartott, míg a lakedaimóniak és athéniak össze nem veszekedtek, és háborút nem indítottak egymás ellen szövetségeseikkel, amely párbajba végül minden hellén állam belekeveredett.”
Hozzáteszi: „Az igazi ok szerintem ... Athén hatalmának növekedése volt, és a félelem, amelyet ez Lakedaimónban keltett....”

### Platón
A platóni Törvények című műben megemlítik, hogy a trójai háborúban harcoló akhájokat, amikor visszatértek Trójából, otthonaikból és városaikból elűzték a fiatal lakosok. Így vándoroltak el egy Dorieus nevű vezető irányításával, és ennek következtében új nevet kaptak: „dórok”.
„Most, a tíz év alatt, míg az ostrom tartott, az ostromlókat hazájukban súlyos csapások érték a fiatalok lázadó viselkedése miatt. Amikor a katonák visszatértek városaikba és otthonaikba, ezek a fiatalok nem fogadták őket megfelelően és igazságosan, hanem oly módon, hogy számos haláleset, mészárlás és száműzetés következett be. Így ismét elűzték őket, és tengeren át vándoroltak; és mivel Dorieus volt az, aki akkor egyesítette a száműzötteket, új nevet kaptak: „dórok” az „akhájok” helyett. De ami az összes ezt követő eseményt illeti, ti, lakedaimóniak, azokat mind részletesen elmondjátok a hagyományaitokban.”

### Pauszaniasz
Pauszaniasz Görögország leírása című művében azt írja, hogy az akhájokat a Dóriaiak űzték el földjeikről, akik Oétából érkeztek, egy hegyvidéki régióból, amely Thesszáliával határos. Őket Hyllus, Héraklész fia vezette, de vereséget szenvedtek az akhájosoktól. Más vezetés alatt végül sikerült legyőzniük az akhájosokat és megmaradtak a Peloponnészoszon, egy mítikus téma, amit „Hérakleidák visszatérése” néven ismernek. Hajókat építettek Náupaktoszban, hogy átkeljenek a Korinthoszi-öbölön. Ez a hódítás Pauszaniasz hagyománya szerint a Dóriaiak visszatéréseként van számon tartva a Peloponnészoszra, ami nyilvánvalóan azt jelenti, hogy az Aitóliában és Észak-Görögországban uralkodó családok tértek vissza egy olyan földre, amelyen korábban részesedtek. A visszatérés részletes leírást kap: „zűrzavarok” voltak az egész Peloponnészoszon, kivéve Arkádiát, és új dóriai telepesek érkeztek. Pauszaniasz folytatja Laconia, Messenia, Argos és más területek meghódításának és újratelepítésének leírását, valamint az innen Krétára és Kis-Ázsia partjaira történő kivándorlást.

### Diodórosz Szikulus
Diodórosz gazdag forrást jelent a dóriaiak mitológiájáról és történelméről, különösen a Történelem könyvtára című művében. Ő nem tesz különbséget, de az elsődleges anyag fantasztikus jellege mitikus vagy legendás természetűvé teszi. A mítoszok megpróbálják igazolni a dóriaiak egyes műveleteit, ami arra utal, hogy azok részben politikai jellegűek voltak.

Diodórosz Hékatájosz, Abdera korábbi történetírójának idézésével részletezi, hogy a kivonulás során sok izraelita elment Görögország szigeteire és más helyekre.
„Mindezeket a külföldieket azonnal kiűzték, és a legbátrabb és legnemesebb közöttük, néhány neves vezetővel, Görögországba és más helyekre vitték, ahogy néhányan mondják; vezetőik közül a legismertebbek Danaosz és Kadmosz voltak. De a nép nagyobb része egy olyan országba ment, nem messze Egyiptomtól, amelyet most Júdeának hívnak, és akkor teljesen lakatlan volt.”
Héraklész egy perzsa volt, Görögország uralkodó családjának tagja. Édesanyja, Alkméné, mind perzsa, mind pedig pelopidák felmenőivel rendelkezett. A királynő Zeuszt fogadta, aki őt Amphitryonnak hitte. Zeusz fia számára azt szánja, hogy ő uralkodjon Görögország felett, de a trónöröklés szabályai szerint Eurüsztheusz, aki egy kicsit korábban született, megelőzte a jogot. A gyermek Héraklész megölésére tett próbálkozások kudarcot vallottak. Felnőttként kénytelen volt Eurüsztheusz szolgálatába állni, aki 12 munkát adott neki.
Héraklész háborús hőssé vált, otthon nélkül, egyik helyről a másikra vándorolva, segítve a helyi uralkodókat különféle problémákban. Magával vitt egy kíséretet Arkádiából, és idővel egy családot is szerzett, a Hérakleidákat. Folytatta ezt az életformát még a 12 munkája befejezése után is. A legenda szerint kapcsolódott az akháj Spártához, amikor Tündareusz király családját letaszították és száműzték Hippokóón és családja, akik közben megölték Héraklész egy barátjának fiát. Héraklész és kísérete megtámadták Spártát, visszafoglalták Hippokóóntól, visszahívták Tündareuszt, és őt helyezték vissza a regensi pozícióba, utasítva, hogy adja át a királyságot bármelyik utódjának, aki igényt tart rá. Héraklész továbbra is abban az életformában élt, amelyhez hozzászokott, amely a mai értelemben zsoldossággá vált, mivel fizetést kapott a segítségéért. Később egy kolóniát alapított Aetóliában, majd Trachisban.
Miután elűzte a dryoposziakat, segítséget nyújtott a dóriaiaknak, akik egy Hesztiáotis nevű földön éltek Aigimiosz király vezetésével, és akik a számbeli fölényben lévő lapithák ellen harcoltak. A dóriaiak harmadát ígérték neki Doriszból (amit még nem birtokoltak). Héraklész kérte Aigimioszt, hogy tartsa „biztosítékban” a földjének részét, amíg egy leszármazott nem követeli. Tovább indult kalandjai útján, de felesége, Deianeira féltékenysége miatt megmérgezték. Teljes páncélban öngyilkosságot követett el, harci öltözetben „a halandók közül a istenek társaságába távozott.”

### Sztrabón
Sztrabón, aki a hozzáférhető könyvekre támaszkodott, tovább részletezi:
„E népek közül Staphylosz szerint a dóriaiak keleten, a kydónok a nyugaton, az eteókrétaiak a délen éltek; és ezek utóbbiakhoz tartozott a Praisosz városa, ahol a Dictaei Zeuszt ábrázoló templom áll; míg a többi nép, mivel erősebbek voltak, a síkságokon éltek. Most észszerű azt feltételezni, hogy az eteókrétaiak és a kydónok őshonosak voltak, míg a többiek idegenek voltak…”
Egyedüli hivatkozásként a dóriaiakra Krétán Strabo említi még az Iliászban szereplő Héraklész fiát, Tlepolemuszt, aki az akhájaik oldalán harcolt, és három jelentős dór várost alapított Rodoszon, amit később hozzáadtak a későbbi interpolációhoz.

## Fordítás
- Ez a szócikk részben vagy egészben  a   Dorians című angol Wikipédia-szócikk ezen változatának fordításán alapul.  Az eredeti cikk szerkesztőit annak laptörténete sorolja fel. Ez a jelzés csupán a megfogalmazás eredetét és a szerzői jogokat jelzi, nem szolgál a cikkben szereplő információk forrásmegjelöléseként.